# Britt Eerland
Adriana Leenderina Brigitte „Britt“ Eerland (* 22. Februar 1994 in Schiedam) ist eine niederländische Tischtennisspielerin.

## Werdegang
Mit 16 Jahren trat sie erstmals international auf, bei den Jugend-Europameisterschaften im Jahr 2007 erreichte sie die Runde der letzten 32, eine ihrer besten Platzierungen bei einer EM. 2008 konnte die Niederländerin bei demselben Turnier Bronze im Doppel gewinnen, im Einzel erreichte sie das Viertelfinale. Beim Jugend-TOP-12-Turnier konnte Eerland nach Niederlagen gegen  Sabine Winter und Li Jie den achten Platz erreichen.
Das Jahr 2009 verlief recht erfolgreich für Britt Eerland: Bei den Jugend-Europameisterschaften erreichte sie in allen Wettbewerben (Einzel, Doppel, Mixed) das Viertelfinale und wurde damit beste niederländische Jugend-Nationalspielerin. Am Jugend-TOP-12-Turnier durfte sie nach einer Qualifikation erneut teilnehmen, in diesem Jahr landete Eerland auf Platz 6.
Im Jahr 2010 holte sie ihre erste Goldmedaille im Einzel, nämlich bei der Jugend-EM, mit der Russin Jana Noskova erreichte sie im Doppel erneut das Viertelfinale. Eerland kletterte jedoch wegen ihrer guten Einzelleistung in der Weltrangliste. Sportlich qualifizierte sich die Niederländerin in diesem Jahr auch für die Jugend-Weltmeisterschaft, konnte aber keine sonderlich guten Ergebnisse erzielen.
Bei der Jugend-Olympiade konnte Eerland das Achtelfinale im Einzel erreichen, sie verlor gegen Yana Noskova.
Im Jahr 2011 nahm sie zum ersten Mal am World Cup teil, wo sie mit der niederländischen Mannschaft Platz 5 erreichte. Bei der Jugend-EM wurde sie Dritte im Einzel und holte zudem Bronze im Doppel. Wegen dieser guten Leistungen wurde sie für die Erwachsenen-EM nominiert, wo die Niederländerin mit ihrem Land die Goldmedaille erringen konnte. Im Einzel und Doppel schied sie jeweils in der dritten Runde aus.
Bei der WM im selben Jahr verlor sie direkt in der ersten Runde.
2012 erreichte sie bei der EM im Doppel den dritten Platz, im Einzel musste sie sich früh verabschieden. Zusammen mit ihrer Mannschaft durfte sie an der Team-WM in Dortmund teilnehmen, wo sie mit ihren Landsfrauen (Lie Jie und Li Jiao) das Viertelfinale erreichte.
Im Jahr 2013 wurde sie beim World Cup wieder Fünfte mit dem Team, im Einzel durfte sie nicht teilnehmen. Bei der EM konnte sie an ihre großen Erfolge aus den letzten Jahren nicht anknüpfen.
2014 kam die Niederländerin bei der Team-WM wieder auf Platz 5, nachdem das niederländische Team der Volksrepublik China 0-3 unterlag.
Das Jahr 2015 verlief wieder recht gut für sie, bei den Europaspielen in Baku, holte sie mit ihrem Team die Silbermedaille, bei der WM konnte sie zumindest im Doppel die dritte Runde erreichen.
2016 durfte sie bei den Olympischen Spielen nur im Teamwettbewerb teilnehmen und kam mit ihrer Mannschaft auf den neunten Rang. Das Team unterlag bei der WM im März erneut China. Zudem wurde sie zum ersten Mal niederländische Meisterin.
2017 wurde sie mit ihrem Team Dritte, danach nahm sie international wenig an Turnieren teil.
2020 gewann sie Silber beim Europe TOP 16, das Finale verlor sie mit 2:4 gegen Petrissa Solja.
2021 nahm sie an den Olympischen Spielen in Tokio teil, 2023 wechselte sie in die deutsche Damenbundesliga zum Verein ttc berlin eastside, mit dem sie 2024 die deutsche Meisterschaft gewann. 2024 nahm sie in Paris erneut an den Olympischen Spielen teil und wechselte zur neuen Saison nach Österreich zu Linz AG Froschberg.

## Privat
Anfang 2023 gebar Britt Eerland eine Tochter.

## Turnierergebnisse
| Verband | Veranstaltung               | Jahr | Ort                 | Land | Einzel        | Doppel        | Mixed         | Team          |
| ------- | --------------------------- | ---- | ------------------- | ---- | ------------- | ------------- | ------------- | ------------- |
| NED     | Olympische Spiele           | 2016 | Rio de Janeiro      | BRA  |               |               |               | 9             |
| NED     | Europaspiele                | 2015 | Baku                | ASE  |               |               |               | 2             |
| NED     | Europaspiele                | 2019 | Minsk               | BLR  | letzte 32     |               | letzte 16     | Viertelfinale |
| NED     | Weltmeisterschaft           | 2011 | Rotterdam           | NED  | letzte 128    | letzte 64     | letzte 128    |               |
| NED     | Weltmeisterschaft           | 2012 | Dortmund            | GER  |               |               |               | Viertelfinale |
| NED     | Weltmeisterschaft           | 2014 | Tokio               | JPN  |               |               |               | Viertelfinale |
| NED     | Weltmeisterschaft           | 2015 | Suzhou              | CHN  | letzte 64     | letzte 64     | letzte 16     |               |
| NED     | Weltmeisterschaft           | 2016 | Kuala Lumpur        | MAS  |               |               |               | Viertelfinale |
| NED     | Weltmeisterschaft           | 2017 | Düsseldorf          | GER  | letzte 64     | Qual.         | letzte 32     |               |
| NED     | Weltmeisterschaft           | 2018 | Halmstad            | SWE  |               |               |               | 13            |
| NED     | Weltmeisterschaft           | 2019 | Budapest            | HUN  | letzte 32     | letzte 64     | letzte 64     |               |
| NED     | Europameisterschaft         | 2011 | Danzig              | POL  | letzte 32     | letzte 32     |               | 1             |
| NED     | Europameisterschaft         | 2012 | Herning             | DEN  | letzte 64     | Halbfinale    |               |               |
| NED     | Europameisterschaft         | 2013 | Schwechat           | AUT  | letzte 64     | letzte 32     |               | 12            |
| NED     | Europameisterschaft         | 2014 | Lissabon            | POR  |               |               |               | Viertelfinale |
| NED     | Europameisterschaft         | 2016 | Budapest            | HUN  | letzte 64     |               | letzte 16     |               |
| NED     | Europameisterschaft         | 2017 | Luxemburg           | LUX  |               |               |               | 3             |
| NED     | Europameisterschaft         | 2018 | Alicante            | ESP  | letzte 16     | letzte 16     | letzte 16     |               |
| NED     | Europameisterschaft         | 2019 | Nantes              | FRA  |               |               |               | Viertelfinale |
| NED     | EURO-TOP 16                 | 2020 | Montreux            | SUI  | Silber        |               |               |               |
| NED     | EURO-TOP 16                 | 2019 | Montreux            | SUI  | Viertelfinale |               |               |               |
| NED     | World Cup                   | 2011 | Magdeburg           | GER  |               |               |               | Viertelfinale |
| NED     | World Cup                   | 2013 | Guangzhou           | CHN  |               |               |               | Viertelfinale |
| NED     | Olympische Jugendspiele     | 2010 | Singapur            | SIN  | Qual.         |               |               | 17            |
| NED     | Jugend-Weltmeisterschaft    | 2009 | Cartagena de Indias | COL  | letzte 64     | letzte 32     | letzte 32     |               |
| NED     | Jugend-Weltmeisterschaft    | 2010 | Bratislava          | SVK  | letzte 64     |               | letzte 64     |               |
| NED     | Jugend-Weltmeisterschaft    | 2011 | Manama              | IND  | letzte 32     |               | letzte 16     |               |
| NED     | Jugend-Weltmeisterschaft    | 2012 | Hyderabad           | IND  | letzte 32     | letzte 16     | letzte 32     |               |
| NED     | Schüler TOP 10              | 2008 | Sheffield           | ENG  | Viertelfinale |               |               |               |
| NED     | Schüler TOP 10              | 2009 | Rotterdam           | NED  | Viertelfinale |               |               |               |
| NED     | Jugend TOP 10               | 2012 | Buzău               | ROU  | Viertelfinale |               |               |               |
| NED     | Schüler-Europameisterschaft | 2006 | Sarajevo            | BIH  | letzte 128    | letzte 64     | letzte 128    | 33            |
| NED     | Schüler-Europameisterschaft | 2007 | Bratislava          | SVK  | letzte 32     | letzte 32     | letzte 128    | 13            |
| NED     | Schüler-Europameisterschaft | 2009 | Prag                | CZE  | Viertelfinale | Viertelfinale | Viertelfinale | Viertelfinale |
| NED     | Jugend-Europameisterschaft  | 2010 | Istanbul            | TUR  | Gold          | Viertelfinale | 13.           |               |
| NED     | Jugend-Europameisterschaft  | 2011 | Kasan               | RUS  | Halbfinale    | Halbfinale    | letzte 16     | 10            |
| NED     | Jugend-Europameisterschaft  | 2012 | Schwechat           | AUT  | letzte 32     | Viertelfinale | Viertelfinale | Viertelfinale |

## Vereine
Britt Eerland spielte in verschiedenen Vereinen, verschiedener Länder:
- 2008–2013:  TTV Schiedam
- 2013–2015:  TTG Bingen
- 2015–2016:  Cornouaille Quimper TT[5]
- 2016–2017:  ASRTT Étival[5]
- 2017–2018:  TT Saint-Quentin[5]
- 2018–2020:  TuS Bad Driburg[6]
- 2020–2022:  ttc berlin eastside[7]
- 2022–2023:  CTT Ganxets de Reus
- 2023–2024:  ttc berlin eastside
- seit 2024:  Linz AG Froschberg